# Linia kolejowa 108 Debrecen – Füzesabony
Linia kolejowa Debrecen – Füzesabony – linia kolejowa na Węgrzech. Jest to linia jednotorowa, nie zelektryfikowana.

## Historia
Linia została oddana do użytku 5 sierpnia 1891 roku.